# میرشادی
میرشادی، روستایی از توابع بخش مرکزی شهرستان بردسیر در استان کرمان ایران است.

## جمعیت
این روستا در دهستان گلزار قرار دارد و براساس سرشماری مرکز آمار ایران در سال ۱۳۸۵، جمعیت آن ۳۹ نفر (۷خانوار) بوده‌است.